# Canal de la Chantourne
Le canal de la Chantourne ou canal de Bresson à Bernin est un canal d'irrigation de France situé en Isère. Une chantourne est un fossé creusé pour drainer des zones humides.

## Géographie
Il draine le Grésivaudan en rive droite de l'Isère, entre le Touvet au nord et la Tronche en banlieue de Grenoble au sud,. Son tracé est souvent proche de celui de l'autoroute A41 qui lui est postérieure et qui a entraîné des rectifications locales de son tracé,.
Le canal débute au torrent de Bresson dont il capte une partie des eaux avant la confluence du cours d'eau avec l'Isère,. Il reçoit les eaux de nombreux petits ruisseaux dont les plus importants sont ceux de la Terrasse, du Carre, de Montfort, de Crolles, de Craponoz et du Manival,. Au niveau de la base de loisirs du Bois Français, il se jette dans l'ancien méandre de l'Isère avant d'en ressortir. Sa confluence avec l'Isère se trouve initialement sur la commune de la Tronche, boulevard de la Chantourne, entre le cimetière des Sablons et le CHU Grenoble-Alpes mais une grande partie des eaux est désormais court-circuitée à Meylan, avant le parc de l'Île d'Amour.
Il existe un autre canal de la Chantourne, en rive gauche de l'Isère, entre Tencin et Gières. En rive gauche de la rivière, plus en amont, il existe également le canal de Renevier entre Pontcharra et Tencin.